# Tweed (fiume)
Il fiume Tweed (nome completo in inglese River Tweed o Tweed Water; in gaelico scozzese Abhainn Thuaidh; in passato, in italiano, la Tueda) è un fiume lungo 156 km (97 miglia) che scorre principalmente attraverso l'area amministrativa degli Scottish Borders, una regione della Scozia.
La valle del fiume è molto importante anche dal punto di vista della storia delle glaciazioni in Gran Bretagna. Il fondo della valle nel quale il fiume attualmente scorre è un campo di drumlin, che rappresenta ciò che rimane dello scorrimento del ghiacciaio durante l'ultima glaciazione.
Il fiume Tweed è il solo fiume dell'Inghilterra dove non è richiesta per la pesca un'autorizzazione dell'agenzia per l'ambiente.
Costituisce un tratto della "frontiera" anglo-scozzese.

## Corso
Nasce nei pressi della cittadina di Tweedsmuir vicino alle sorgenti dei fiumi Clyde (che scorre a nordest) e Annan (che scorre a sud) tanto che gli abitanti del luogo dicono "Annan, Tweed and Clyde rise oot the ae hillside" (Annan, Tweed e Cycle sgorgano dalla stessa collina). Il fiume scorre lungo tutta la regione dei Borders e il suo tratto più a sud è vicino a Berwick-upon-Tweed. Il fiume Tweed è uno dei più grandi bacini di salmone della Gran Bretagna.
Le più importanti città attraversate dal fiume sono Peebles, Galashiels, Melrose, Kelso, Coldstream e Berwick-upon-Tweed dove il fiume sfocia nel Mare del Nord.

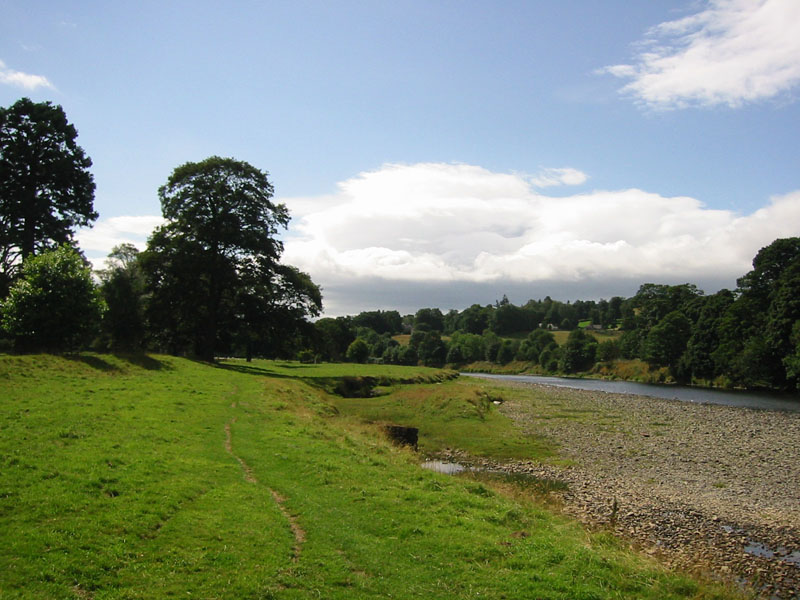
Il fiume Tweed a Abbotsford, vicino a Melrose.

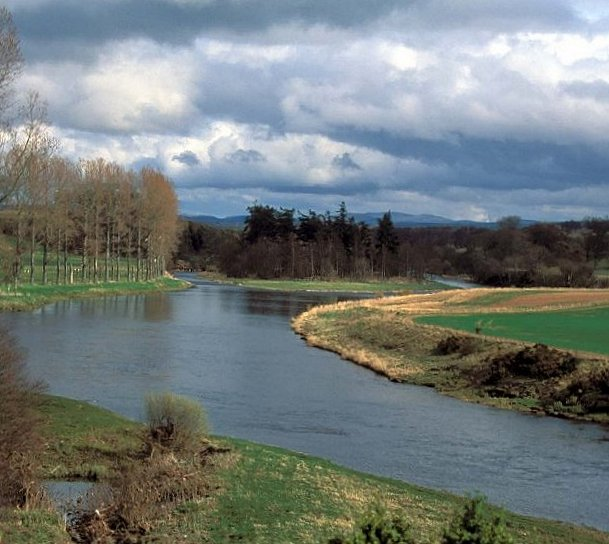
Il fiume Tweed da Mertoun House, vicino a St Boswells.

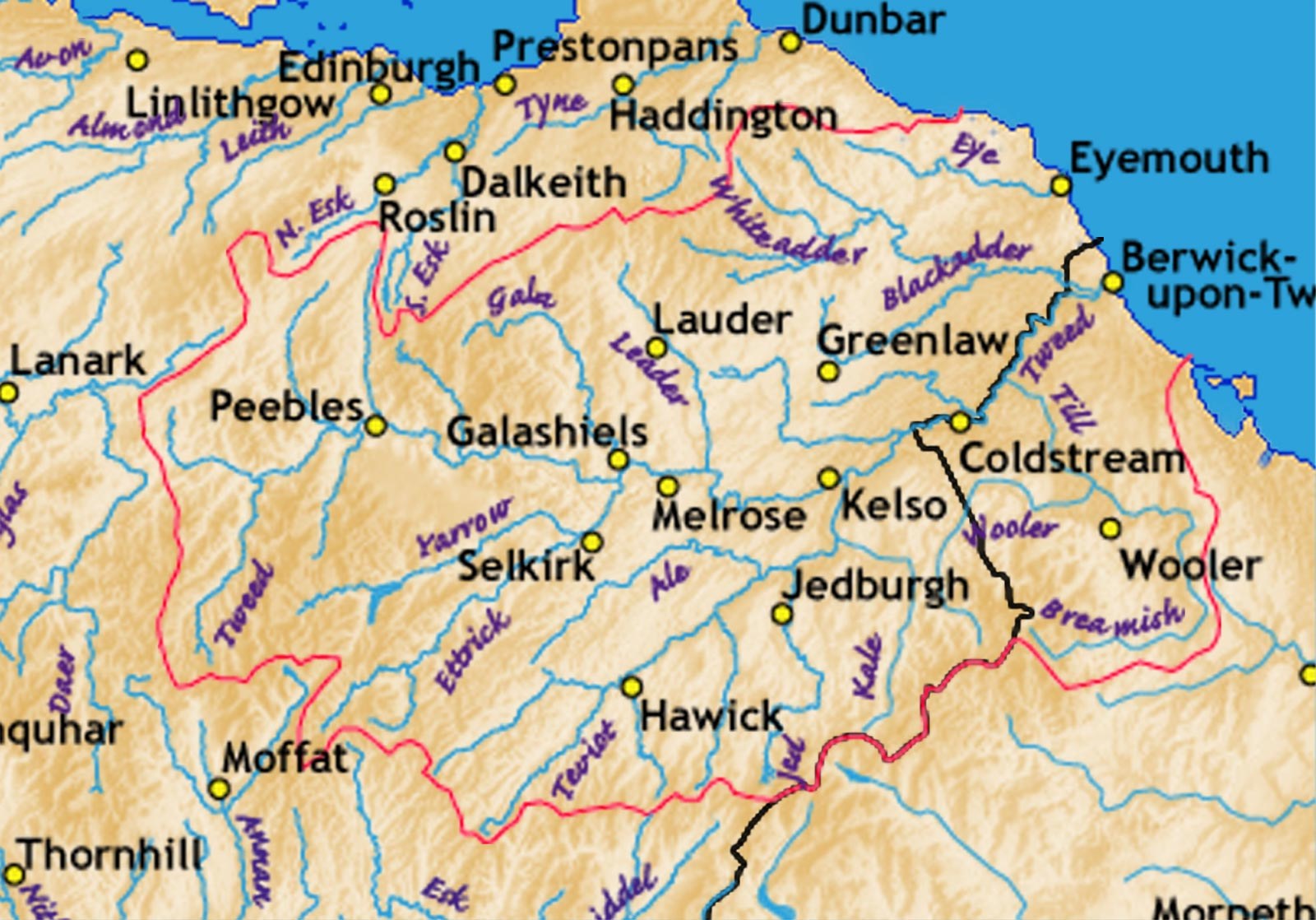
Bacino e affluenti del fiume Tweed.

## Bacino del fiume Tweed
Gli affluenti del fiume Tweed includono:
- Whiteadder Water
  - Blackadder Water
- River Till
- Eden Water
- River Teviot
- River Leader
- Leithen Water
- Quair Water
- Eddleston Water
- Manor Water
- Lyne Water
- Holms Water